# Hans Hirsch (Historiker)
Hans Hirsch (* 27. Dezember 1878 in Zwettl, Österreich-Ungarn; † 20. August 1940 in Wien) war ein österreichischer Historiker und Diplomatiker.

## Leben und Wirken
Hans Hirsch verließ 1897 das Gymnasium in Wiener Neustadt mit dem Reifezeugnis. Anschließend studierte er Geschichte an der Universität Wien. Von 1899 bis 1901 absolvierte er mit Wilhelm Bauer und Heinrich Srbik den Ausbildungslehrgang am Institut für Österreichische Geschichtsforschung. In Wien wurde er 1903 bei Engelbert Mühlbacher promoviert. Von 1903 bis 1914 war er ständiger Mitarbeiter der Monumenta Germaniae Historica und arbeitete an den Diplomen des 12. Jahrhunderts. Für ein Jahr ging er nach Berlin und stellte das Namensregister eines Karolingerbandes fertig. 1908 wurde er in Wien Privatdozent und 1914 außerordentlicher Professor. Im Ersten Weltkrieg war er als Offizier bei der Artillerie tätig.
Im Jahr 1918 wurde er ordentlicher Professor an der Deutschen Universität Prag. Dort förderte er besonders Josef Pfitzner. In diesem Zeitraum war Hirsch Teil des völkischen Lagers, das eine Verlegung der Universität in eine deutschsprachige Stadt der Tschechoslowakei forderte. Er etablierte sich als Volkstumsforscher und Spezialist für das „Sudetendeutschtum“. Einen Ruf nach Berlin im Jahr 1924 lehnte er ab. 1926 kehrte er wieder nach Wien zurück und übernahm den Lehrstuhl von Emil von Ottenthal. 1929 wurde er als Nachfolger von Oswald Redlich Leiter des Österreichischen Instituts für Geschichtsforschung. Mit Emil von Ottenthal erarbeitete er die Ausgabe der Urkunden Lothars III. (1927 veröffentlicht). Anschließend setzte er die Arbeit an den Diplomen Konrads III. fort. Von 1928 bis 1935 war er Mitglied der Zentraldirektion der Monumenta Germaniae Historica und Leiter der Wiener Diplomata-Abteilung. Er war 1931 Mitgründer und leitete von 1934 bis 1939 die Südostdeutsche Forschungsgemeinschaft, die Ostforschung in einem großdeutschen Sinne betrieb. Im Jahr 1936 wurde er als korrespondierendes Mitglied in die Preußische Akademie der Wissenschaften aufgenommen. 1938 wurde Hirsch die Ehrendoktorwürde der Prager Universität verliehen.
In seinen Vorlesungen propagierte er seine großdeutsche Einstellung. Dem „Anschluss Österreichs“ stand Hirsch positiv gegenüber, sein danach gestellter Antrag auf Aufnahme in die NSDAP, der seinen Aufstieg zum Prorektor der Universität Wien 1939 begleiten sollte, „wurde zu Lebzeiten des Anwärters nicht mehr zum Abschluß gebracht“. Jedoch gab Hirsch in einem Personalfragebogen der Universität Wien an, förderndes Mitglied der SS zu sein. Der anfänglichen Euphorie wich jedoch schnell die Ernüchterung – mit Nationalsozialisten verband ihn wenig, den beginnenden Zweiten Weltkrieg sah er skeptisch. Auch einem aus einer jüdischen Familie stammenden Studenten verhalf er im Jänner 1938 gegen den Widerstand seiner Kollegen zur Habilitation. Hirsch starb 1940 in Wien und wurde am Propsteifriedhof in seiner Heimatstadt Zwettl beigesetzt.
Seine Arbeitsschwerpunkte waren die Klostergründungen des 11. und 12. Jahrhunderts und insbesondere die Stauferdiplome. Zu den akademischen Schülern von Hirsch zählten Heinrich Appelt, Heinrich Fichtenau, Wilfried Krallert, Gerhart B. Ladner, Josef Pfitzner, Hans Sturmberger, Hermann Wiesflecker und Paul Zinsmaier. Stark gefördert hat er Otto Brunner. So setzte sich Hirsch für die Rückholung Brunners an die Universität ein und verschaffte ihm 1931 ein Extraordinariat für mittelalterliche und österreichische Geschichte. Brunner konnte 1940 auch die Nachfolge auf dessen Lehrstuhl und im Institut sowie als Leiter der Südostdeutschen Forschungsgemeinschaft antreten, die Hirsch seit 1934 innehatte.
Nach Hirsch wurde die Büdingergasse in Wien-Währing bis zum Ende der NS-Diktatur 1945 in Hans-Hirsch-Gasse umbenannt, 1955 wurde der Donaufelder Friedhof nach der Umwidmung in einen Park als Hans-Hirsch-Park nach ihm benannt.

## Schriften (Auswahl)
- Aufsätze zur mittelalterlichen Urkundenforschung. Reprografischer Nachdruck. Mit einem Vorwort herausgegeben von Theodor Mayer. Böhlau, Köln u. a. 1965.
- Richard Wagner und das deutsche Mittelalter (= Wiener wissenschaftliche Vorträge und Reden. 4, ZDB-ID 987893-2). Ringbuchhandlung u. a., Wien u. a. 1944.
- Forschungen zur Geschichte der deutschen Kaiserzeit. Band 1:[9] Urkundenfälschungen aus dem Regnum Arelatense. Die burgundische Politik Kaiser Friedrichs I. Rohrer, Wien u. a. 1937.
- Die hohe Gerichtsbarkeit im deutschen Mittelalter (= Quellen und Forschungen aus dem Gebiete der Geschichte. Bd. 1, ZDB-ID 538567-2). Verlag der Gesellschaft zur Förderung Deutscher Wissenschaft, Kunst und Literatur in Böhmen, Prag 1922 (2., unveränderte Auflage. Lizenzausgabe. Fotomechanischer Nachdruck. Mit einem Nachwort von Theodor Mayer. Böhlau, Graz u. a. 1958).
- Die echten und unechten Stiftungsurkunden der Abtei Banz. Ein Beitrag zur Geschichte des fränkischen Eigenklostertums. Vorgelegt in der Sitzung am 21. Februar 1918 (= Akademie der Wissenschaften in Wien. Philosophisch-Historische Klasse. Sitzungsberichte. Bd. 189, Abh. 1, ISSN 1012-487X). Hölder in Kommission, Wien 1919.
- Die Klosterimmunität seit dem Investiturstreit. Untersuchungen zur Verfassungsgeschichte des deutschen Reiches und der deutschen Kirche. Böhlau, Weimar 1913 (2., unveränderte Auflage. Reprografischer Nachdruck. Mit einem Nachwort zum Neudruck von Heinrich Büttner. Böhlau, Köln u. a. 1967).